# Fractie van de Europese Volkspartij (christendemocraten)
De Fractie van de Europese Volkspartij (christendemocraten) (EVP-Fractie) is een centrumrechtse fractie in het Europees Parlement. De fractie bestaat uit partijen uit de lidstaten en enkele onafhankelijke parlementariërs in het Europees Parlement. Van 1999 tot 2009 heette de fractie Europese Volkspartij en Europese Democraten, waarbij werd samengewerkt met de Britse Conservatieve Partij en de Tsjechische Democratische Burgerpartij. De samenwerking stopte in 2009, omdat de Conservatieve Partij en de Democratische Burgerpartij over gingen naar de nieuwe Eurofractie Europese Conservatieven en Reformisten. Oorspronkelijk begonnen als de Christendemocratische Fractie, werd de fractie na verloop van tijd uitgebreid met centrumrechtse en niet-christelijke politieke partijen. Ze is de grootste fractie in het Europees Parlement, maar beschikt niet over een meerderheid. Om een meerderheid te krijgen in het parlement is samenwerking nodig, met de sociaaldemocraten of de liberalen.

## Geschiedenis
De fractie is in juni 1953 opgericht als de Christendemocratische Fractie in de Gemeenschappelijke Vergadering van de Europese Gemeenschap voor Kolen en Staal. Ze had 38 van de 78 zetels, dus twee tekort voor een absolute meerderheid. Op 16 juni 1953 nam de Gemeenschappelijke Vergadering een resolutie aan, waarmee de vorming van politieke fracties mogelijk werd gemaakt. Op 23 juni werd de fractie officieel gevormd.
De Christendemocratische fractie was de grootste, maar na verloop van tijd verloor ze steun en werd ze de tweede fractie bij de verkiezingen in 1979. Toen de Europese Gemeenschap werd uitgebreid tot de Europese Unie, waren de centrumrechtse partijen in de nieuwe lidstaten niet automatisch christendemocratisch, waardoor de EVP-Fractie dreigde te vervallen. Om dit op te lossen werd besloten ook centrumrechtse partijen tot de fractie toe te laten, en conservatieve partijen te integreren. Dit leidde tot de toetreding van de Europarlementariërs van de Griekse Νέα Δημοκρατία en de Spaanse Partido Popular tot de fractie. De Britse en Deense Conservatieven vormden een eigen fractie, genaamd de Europese Democraten (ED). Wegens gebrek aan steun en de problemen die gepaard gaan bij een kleine fractie, besloot de ED-fractie later om toe te treden tot de EVP-fractie, maar niet tot de Europese Volkspartij zelf. De samenwerking bleef gedurende de jaren 90 in stand, en de Italiaanse Forza Italia trad ook toe tot de fractie. Met de samenwerking waren de leden echter niet gebonden om eensgezind te stemmen, wat leidde tot een breuk tussen de christendemocraten en de conservatieven. De Eurosceptische Europarlementariërs vormden een subgroep binnen de fractie, met de naam Europese Democraten. De samenwerking bleef echter bestaan, en de naam van de fractie werd gewijzigd in Europese Volkspartij en Europese Democraten (EVP-ED). Deze fractie bleef na de verkiezingen in 1999 en 2004 de grootste in het Europees Parlement. Desondanks beschikte ze niet over een meerderheid in het parlement. Er was dus een Grand Coalition nodig (samenwerking met de socialistische fractie of de liberale fractie) om een meerderheid te kunnen vormen.
In april 2009 deed Rocco Buttiglione een oproep om de christelijke waarden binnen de Europese Volkspartij (EVP) te versterken.
In 2009 besloten de leden van de ED-subgroep de EVP-fractie te verlaten, om een nieuwe fractie te vormen, genaamd de Europese Conservatieven en Reformisten. Het initiatief kwam van de Britse Conservatieve Partij en de Tsjechische Democratische Burgerpartij. Na de uittreding van de ED-subgroep werd de naam van de fractie veranderd in fractie van de Europese Volkspartij (christendemocraten) (EVP).
In 2019 ontstond er verdeeldheid tussen ChristenUnie en SGP over de toetreding van Forum voor Democratie in de fractie van de ECR. Vooral eerstgenoemde partij had daar moeite mee. Bert-Jan Ruissen (SGP) bleef bij de ECR aangesloten, terwijl CU-parlementariër Peter van Dalen de stap nam naar de EVP omdat de ChristenUnie een "herkenbaar christelijk-sociaal geluid [wil] kunnen laten horen." ChristenUnie en SGP blijven wel lid van dezelfde Europese politieke partij, de Europese Christelijke Politieke Beweging (ECPM).

## Standpunten
Hieronder een opsomming van de standpunten van de EVP-Fractie:
- De Europese Unie baseren op de principes van de rechtstaat en de eerbiediging van de grondrechten, de toepassing van het subsidiariteitsbeginsel voor een doeltreffende verdeling van de bevoegdheden en onafhankelijke democratische instellingen, ten einde in het gemeenschappelijke belang van alle Europeanen vooruit te gaan;
- Geloof in een Europa van de waarden, verenigd, open, anders en menselijker;
- Europa dat kansen en rijkdom schept op een gemeenschappelijke markt die in de gehele wereld concurrerend is en tegelijkertijd het welzijn van iedereen bevordert, niet alleen in Europa, maar ook in de rest van de wereld, overeenkomstig het principe van duurzame ontwikkeling dat in het EU-Verdrag is verankerd als een van de doelstellingen van de Europese Gemeenschap;
- De ontwikkeling van een samenhangend en doeltreffend buitenlands- en veiligheidsbeleid en voor het welslagen van de uitbreiding van de Europese Unie noodzakelijke institutionele hervormingen;

## Leden

Fractie van de Europese Volkspartij heeft parlementsleden in elke lidstaat.

| Land                | Nationale partij                                                    | Europese partij | Zetels | Zetels | Zetels | Zetels | Zetels |
| Land                | Nationale partij                                                    | Europese partij | 2004   | 2009   | 2014   | 2019   | 2024   |
| ------------------- | ------------------------------------------------------------------- | --------------- | ------ | ------ | ------ | ------ | ------ |
| België              | Christen-Democratisch en Vlaams                                     | EVP             | 3      | 3      | 2      | 2      | 2      |
| België              | Les Engagés                                                         | EVP             | 1      | 1      | 1      | 1      | [ a ]  |
| België              | Christlich Soziale Partei                                           | -               | 1      | 1      | 1      | 1      | 1      |
| Bulgarije           | Burgers voor Europese Ontwikkeling van Bulgarije                    | EVP             | 5      | 5      | 6      | 5      | 4      |
| Bulgarije           | Unie van Democratische Krachten                                     | EVP             | -      | 1      | -      | 1      | 1      |
| Bulgarije           | Democraten voor een Sterk Bulgarije                                 | -               | -      | -      | 1      | 1      | 1      |
| Cyprus              | Dimokratikos Synagermos                                             | EVP             | 2      | 2      | 2      | 2      | 2      |
| Cyprus              | Europese Partij                                                     | EVP             | 1      | -      | -      | -      | -      |
| Denemarken          | Det Konservative Folkeparti                                         | EVP             | 1      | 1      | 1      | 1      | 1      |
| Denemarken          | Liberal Alliance                                                    | -               | -      | -      | -      | -      | 1      |
| Duitsland           | Christlich Demokratische Union                                      | EVP             | 40     | 34     | 29     | 23     | 23     |
| Duitsland           | Christlich-Soziale Union in Bayern                                  | EVP             | 9      | 8      | 5      | 6      | 6      |
| Duitsland           | Familien-Partei Deutschlands                                        | ECPM            | -      | -      | -      | [ b ]  | 1      |
| Duitsland           | Ökologisch-Demokratische Partei                                     | -               | -      | -      | -      | [ c ]  | 1      |
| Estland             | Isamaa ja Res Publica Liit                                          | EVP             | 1      | 1      | 1      | 1      | 2      |
| Finland             | Kansallinen Kokoomus                                                | EVP             | 4      | 3      | 3      | 3      | 4      |
| Finland             | Christendemocraten                                                  | EVP             | -      | 1      | -      | -      | -      |
| Frankrijk           | Les Républicains                                                    | EVP             | 17     | 29     | 20     | 7      | 6      |
| Frankrijk           | Les Centristes                                                      | -               | -      | -      | -      | 1      | -      |
| Griekenland         | Nea Dimokratia                                                      | EVP             | 11     | 8      | 5      | 8      | 7      |
| Hongarije           | Fidesz                                                              | EVP             | 11     | 13     | 11     | 12     | -      |
| Hongarije           | Hongaars Democratisch Forum                                         | EVP             | 1      | -      | -      | -      | -      |
| Hongarije           | Christendemocratische Volkspartij                                   | EVP             | 1      | 1      | 1      | 1      | -      |
| Hongarije           | Partij voor Respect en Vrijheid                                     | -               | -      | -      | -      | -      | 7      |
| Ierland             | Fine Gael                                                           | EVP             | 5      | 4      | 4      | 4      | 4      |
| Italië              | Volk van de Vrijheid                                                | EVP             | 16     | 29     | -      | -      | -      |
| Italië              | Forza Italia                                                        | EVP             | -      | -      | 13     | 6      | 8      |
| Italië              | Unie van Christen- en Centrum-Democraten                            | EVP             | 5      | 5      | -      | -      | -      |
| Italië              | Nieuw Centrumrechts-Unie van het Centrum                            | EVP             | -      | -      | 3      | -      | -      |
| Italië              | Südtiroler Volkspartei                                              | EVP             | 1      | 1      | 1      | 1      | 1      |
| Italië              | Popolari-UDEUR                                                      | EVP             | 1      | -      | -      | -      | -      |
| Italië              | Partito Pensionati                                                  | ED              | 1      | -      | -      | -      | -      |
| Kroatië             | Kroatische Democratische Unie                                       | EVP             | -      | 6      | 4      | 4      | 6      |
| Kroatië             | Hrvatska seljačka stranka:                                          | EVP             | -      | -      | 1      | -      | -      |
| Letland             | Pilsoniskā savienība                                                | -               | -      | 2      | -      | -      | -      |
| Letland             | Nieuw Tijdperk Partij                                               | EVP             | 2      | 1      | -      | -      | -      |
| Letland             | Tautas Partija                                                      | EVP             | 1      | -      | -      | -      | -      |
| Letland             | Eenheid                                                             | EVP             | -      | -      | 4      | 2      | -      |
| Letland             | Nieuwe Eenheid                                                      | EVP             | -      | -      | -      | -      | 2      |
| Litouwen            | Tėvynės Sąjunga – Lietuvos krikščionys demokratai                   | EVP             | 2      | 4      | 2      | 3      | 3      |
| Litouwen            | Onafhankelijke lijst                                                | -               | -      | -      | -      | 1      | -      |
| Luxemburg           | Chrëschtlech Sozial Vollekspartei                                   | EVP             | 3      | 3      | 3      | 2      | 2      |
| Malta               | Partit Nazzjonalista                                                | EVP             | 2      | 2      | 3      | 2      | 3      |
| Nederland           | Christen-Democratisch Appèl                                         | EVP             | 7      | 5      | 5      | 4      | 3      |
| Nederland           | ChristenUnie                                                        | ECPM            | -      | -      | [ k ]  | 1      | -      |
| Nederland           | 50PLUS                                                              | -               | -      | -      | -      | 1      | -      |
| Nederland           | BoerBurgerBeweging                                                  | -               | -      | -      | -      | -      | 2      |
| Nederland           | Nieuw Sociaal Contract                                              | -               | -      | -      | -      | -      | 1      |
| Oostenrijk          | Oostenrijkse Volkspartij                                            | EVP             | 6      | 6      | 5      | 7      | 5      |
| Polen               | Platforma Obywatelska                                               | EVP             | 15     | 25     | 19     | 12     | 17     |
| Polen               | Polskie Stronnictwo Ludowe                                          | EVP             | 4      | 3      | 4      | 3      | 2      |
| Polen               | Inicjatywa Polska                                                   | -               | -      | -      | -      | -      | 1      |
| Polen               | Onafhankelijke lijst                                                | -               | -      | -      | -      | 2      | 3      |
| Portugal            | Partido Social Democrata                                            | EVP             | 7      | 8      | 6      | 6      | 3      |
| Portugal            | Partido Popular                                                     | ED, EVP         | 2      | 2      | 1      | 1      | 1      |
| Portugal            | Aliança Democrática                                                 | EVP             | -      | -      | -      | -      | 2      |
| Portugal            | Onafhankelijke lijst                                                | -               | -      | -      | -      | -      | 1      |
| Roemenië            | Democratisch-Liberale Partij                                        | EVP             | 13     | 10     | 5      | -      | -      |
| Roemenië            | Democratische Unie van Hongaren in Roemenië                         | EVP             | 2      | 3      | 2      | 2      | 2      |
| Roemenië            | onafhankelijk                                                       | -               | -      | 1      | -      | -      | -      |
| Roemenië            | Volksbewegingspartij                                                | EVP             | -      | -      | 2      | 2      | [ a ]  |
| Roemenië            | Nationaal-Liberale Partij                                           | EVP             | -      | -      | 6      | 10     | 8      |
| Slovenië            | Sloveense Democratische Partij                                      | EVP             | 2      | 2      | 3      | 2      | 4      |
| Slovenië            | Nieuw Slovenië                                                      | EVP             | 2      | 1      | 1      | 1      | 1      |
| Slovenië            | Sloveense Volkspartij                                               | EVP             | -      | -      | 1      | 1      | -      |
| Slowakije           | Christendemocratische Beweging                                      | EVP             | 3      | 2      | 2      | 1      | 1      |
| Slowakije           | SPOLU                                                               | EVP             | -      | -      | -      | 2      | -      |
| Slowakije           | Obyčajní Ľudia a nezávislé osobnosti                                | EVP             | -      | -      | [ q ]  | 1      | -      |
| Slowakije           | Slowaakse Democratische en Christelijke Unie - Democratische Partij | EVP             | 3      | 2      | 2      | -      | -      |
| Slowakije           | Partij van de Hongaarse Gemeenschap                                 | EVP             | 2      | 2      | 1      | -      | -      |
| Slowakije           | Most-Híd                                                            | EVP             | -      | -      | 1      | -      | -      |
| Spanje              | Partido Popular                                                     | EVP             | 24     | 23     | 16     | 12     | 22     |
| Spanje              | Unió Democràtica de Catalunya                                       | EVP             | -      | -      | 1      | -      | -      |
| Tsjechië            | Democratische Burgerpartij                                          | ED              | 9      | -      | -      | -      | -      |
| Tsjechië            | SNK Evropští demokraté                                              | -               | 3      | -      | -      | -      | -      |
| Tsjechië            | Christendemocratische Unie-Tsjechische Volkspartij                  | EVP             | 2      | 2      | 3      | 2      | 1      |
| Tsjechië            | TOP 09 a Starostové                                                 | EVP             | -      | -      | 4      | 2      | 2      |
| Tsjechië            | Starostové a nezávislí                                              | -               | -      | -      | -      | 1      | 2      |
| Verenigd Koninkrijk | Conservative Party                                                  | ED              | 27     | -      | -      | -      | -      |
| Verenigd Koninkrijk | Ulster Unionist Party                                               | ED              | 1      | -      | -      | -      | -      |
| Zweden              | Moderata samlingspartiet                                            | EVP             | 4      | 4      | 3      | 4      | 4      |
| Zweden              | Kristdemokraterna                                                   | EVP             | 1      | 1      | 1      | 2      | 1      |
| totaal EVP          | totaal EVP                                                          | totaal EVP      | 244    | 270    | 219    | 175    | 166    |
| totaal ED           | totaal ED                                                           | totaal ED       | 40     | [ e ]  | -      | -      | -      |
| totaal overige      | totaal overige                                                      | totaal overige  | 4      | 2      | 2      | 7      | 22     |
| totaal              | totaal                                                              | totaal          | 288    | 273    | 221    | 182    | 188    |

zittingsperiode 2024/2029

Europese Volkspartij · Progressieve Alliantie van Socialisten en Democraten · Patriotten voor Europa · Europese Conservatieven en Hervormers · Renew Europe · De Groenen/Vrije Europese Alliantie · Linkse Fractie · Europa van Soevereine Naties
niet-fractiegebonden leden